# Kabwe
Kabwe (chiamata Broken Hill fino al 1967) è una città dello Zambia, capoluogo della provincia Centrale e del distretto omonimo. Il distretto è amministrativamente è composto da 12 comuni che costituiscono la circoscrizione elettorale (constituency) di Kabwe Central.

## Storia
La città è stata fondata come Broken Hill nel 1902, quando vennero scoperte miniere di piombo e zinco nella zona della vicina collina di Broken Hill, nominata così da prospettori australiani che notarono delle similitudini con una miniera situata a Broken Hill nel Nuovo Galles del Sud in Australia. La città venne rinominata Kabwe il 24 ottobre 1967.